# Mario Joseph
Mario Joseph, né en 1963 et mort le 31 mars 2025, est un avocat et procureur haïtien, spécialisé dans la défense des Droits de l'homme. Il est le président du Bureau des avocats internationaux (BAI) de Port-au-Prince de 1996 à 2025.

## Biographie

### Formations
Mario Joseph étudie à l'École Normale Supérieure d'Haïti et à l'École de Droit des Gonaïves. Il est éducateur et enseigne dans divers postes. Il travaille dans le domaine des droits de l'homme dans le cadre de la Commission pour la paix et la justice de l'église catholique.
Depuis 2005, il est membre de l'Association Internationale des Juristes Démocrates.

### Défenseur des Droits de l'homme
Le procureur et avocat Joseph Mario, directeur du BAI, défend les prisonniers politiques et les victimes de la violence politique à Haïti. Il lutte pour que le système judiciaire haïtien soit équitable et protège ainsi l'immense majorité démunie de la population de son pays. Sous la direction de Mario Joseph, le Bureau des avocats internationaux a mis au point une « approche centrée autour de la victime », qui combine la représentation juridique traditionnelle au renforcement des droits pour les organisations de victimes d'intervenir dans la défense de leurs clients pour faire avancer leurs intérêts, tout en maximisant l'impact de la portée médiatique sur l'ensemble de la société haïtienne. Du même coup, Sully Gilot coordonnateur de l'Hardhope Human Rights a dénoncé les différents crime de droit à l'information sur la vraie face du massacre de Raboteau et ils ont aussi réclamé  plus de clarté et de lumière sur ce dossier.

### Le massacre de Raboteau
Mario Joseph et Brian Concannon, du Bureau des avocats internationaux (BAI), ont représenté les victimes de violations des droits de l'homme à Haïti, notamment pour l'affaire judiciaire du massacre de Raboteau. Ils ont travaillé pendant cinq années en collaboration avec la police d'investigation, les autorités locales, les fonctionnaires de la justice internationale.

### Résistance aux régimes en place
À la suite du coup d'État de 2004 à Haïti et de la répression qui s'ensuivit, le procureur Mario Joseph prit la défense d'anciens hauts fonctionnaires de l'État haïtien, des journalistes et des responsables d'associations politiques et culturelles. Sa défense courageuse entraîna de fréquentes menaces pour sa famille, qui fut forcée de quitter le pays. Amnesty International publia un appel urgent international en son nom en octobre 2004. Pour la plupart de ces prisonniers, en particulier ceux qui ne pouvaient pas payer les frais juridiques, le procureur Mario Joseph était le seul avocat qui allait porter leurs cas en justice. Il prit en charge le dossier du prêtre Gérard Jean-Juste qui emprisonné par le nouveau régime de 2004, fut libéré après sept semaines d'incarcération et put quitter son pays natal.

### Représentation internationale
En janvier 2007, Mario Joseph témoigna auprès de la Cour interaméricaine des droits de l'homme au Costa Rica, sur le cas d'Yvon Neptune, ancien premier ministre du président Jean-Bertrand Aristide, emprisonné par les putschistes de 2004 en même temps que le président de la République. La Cour interaméricaine des droits de l'homme constata que le nouveau régime haïtien avait violé onze dispositions de la Convention américaine relative aux droits de l'homme.
Le procureur Mario Joseph a également fourni un témoignage d'expert au tribunal de l'État de New York sur les poursuites pénales à l'encontre du chef des commandos de la mort haïtiens Emmanuel Constant, responsable du massacre de Raboteau. Emmanuel Constant est accusé de fraude bancaire par la justice new-yorkaise. Le procureur Mario Joseph a convaincu le tribunal de New York que les crimes commis par Emmanuel Constant à Haïti ne pouvait justifier toute négociation de révision de sa condamnation par la justice américaine en vue d'une réduction de peine.

### Décès
Joseph meurt suite à un accident de la circulation le 31 mars 2025.

## Distinctions américaines
Mario Joseph reçut en 2009 le prix Katharine and George Alexander Law Prize de l'Université de Santa Clara University Law School, ainsi que  Judith Lee Stronach Human Rights Award du Center for Justice & Accountability.